# اجاناکاتی
اجاناکاتی (به انگلیسی: Ajjanakatti) یک منطقهٔ مسکونی در هند است که در کارناتاکا واقع شده‌است.